# إيمانويل بلوخ
إيمانويل بلوخ (بالألمانية: Immanuel Bloch)‏ هو فيزيائي ألماني، ولد في 16 نوفمبر 1972 في فولدا في ألمانيا.

## وصلات خارجية
- إيمانويل بلوخ على موقع IMDb (الإنجليزية)